# Bennasser Benchohra
Bennasser Benchohra' è un comune dell'Algeria, situato nella provincia di Laghouat.